# Hermann von Burkhardt
Karl Friedrich Hermann Burkhardt, seit 1918 Ritter von Burkhardt (* 26. August 1861 in Lehrberg; † 9. September 1942 in Würzburg) war ein bayerischer General der Artillerie.

## Leben
Burkhardt war der Sohn eines Landgerichtsarztes. Nach dem Besuch des Gymnasiums trat er am 1. Oktober 1879 als Dreijährig-Freiwilliger in das 2. Feldartillerie-Regiment „vacant Brodeßer“ der Bayerischen Armee in Würzburg ein und avancierte bis Mitte November 1881 zum Sekondeleutnant. Vom 1. Oktober 1888 bis 30. September 1890 kommandierte man Burkhardt zur Equitationsanstalt nach München. Nach der Rückkehr erfolgte die Beförderung zum Premierleutnant. Nachdem Burkhardt am 7. November 1890 Hauptmann geworden war, erhielt er sechs Tage später die Ernennung zum Batteriechef. Am 1. Oktober 1901 folgte seine Versetzung zum Stab des 11. Feldartillerie-Regiments. Zeitgleich mit seiner Beförderung zum Major übernahm Burkhardt dann am 30. September 1903 eine Abteilung in seinem Stammregiment. Diese Stellung behielt er bis zu seiner Versetzung am 20. Juli 1906 zur Inspektion der Technischen Institute. Als Oberstleutnant (seit 22. Juli 1908) wurde Burkhardt am 26. März 1909 zum Kommandeur der 12. Feldartillerie-Regiments in Landau in der Pfalz ernannt und am 26. Mai 1910 zum Oberst befördert.
Er fungierte ab dem 22. April 1912 als Kommandeur der 4. Feldartillerie-Brigade, wurde am 27. März 1913 Generalmajor und führte den Verband mit Ausbruch des Ersten Weltkriegs an der Westfront. Burkhardt übernahm am 23. April 1916 das Kommando über die an der Somme als Reserve des XIV. Reserve-Korps kämpfende 10. Infanterie-Division. Nach einmonatigem Einsatz in der Schlacht an der Somme wechselte seine Division an die Ostfront und nahm im Raum Dorna Watra am Feldzug gegen Rumänien teil. Hier beförderte man ihn am 19. Oktober 1916 zum Generalleutnant. Vom 12. April bis 29. September 1917 war er anschließend Kommandeur der Ersatz-Division, mit der er an der Schlacht an der Aisne teilnahm und sich hier besonders auszeichnen konnte. Wilhelm II. verlieh ihm daraufhin am 12. Mai 1917 den Orden Pour le Mérite. Burkhardt wurde dann als deren Kommandeur zur 5. Reserve-Division versetzt. 1918 verlieh ihm König Ludwig III. das Komturkreuz des Verdienstordens der Bayerischen Krone. Mit der Verleihung war die Erhebung in den persönlichen Adelstand verbunden und er durfte sich nach der Eintragung in die Adelsmatrikel „Ritter von Burkhardt“ nennen.
Nach Kriegsende beauftragte man Burkhardt vom 14. Dezember 1918 bis 4. Januar 1919 mit der Führung des Generalkommandos z. b. V. 57 und beurlaubte ihn anschließend bis auf weiteres. Er wurde am 10. Juni 1919 mit der Wahrnehmung der Geschäfte des Kommandierenden Generals des II. Armee-Korps beauftragt und war als solcher zugleich ab 20. August 1919 auch Chef der Reichswehr-Befehlsstelle Bayern und Landeskommandant in Bayern. In dieser Eigenschaft verantwortete er die Überführung der bayerischen Truppenteile in die Reichswehr. Von diesen Stellungen entband man ihn am 1. Oktober 1919 wieder, stellte Burkhardt zur Disposition und verabschiedete ihn zwei Monate später unter gleichzeitiger Verleihung des Charakters als General der Artillerie in den Ruhestand.
1932 war Burkhardt bei den Bayerischen Landtagswahlen Kandidat der Deutschnationalen Volkspartei für den Wahlkreis Unterfranken (6. Stimmkreis Würzburg I), wurde jedoch nicht gewählt.